# Pha That Luang
 (mars 2022).
Si vous disposez d'ouvrages ou d'articles de référence ou si vous connaissez des sites web de qualité traitant du thème abordé ici, merci de compléter l'article en donnant les références utiles à sa vérifiabilité et en les liant à la section « Notes et références ».
Le Pha That Luang (laotien ທາດຫລວງ : That Luang, signifiant « stûpa suprême » ou « that royal ») est un stupa bouddhique situé à Vientiane, capitale du Laos. C'est le monument le plus sacré du pays, censé contenir un cheveu de Bouddha. Depuis 1991, il est l'emblème officiel de la République Démocratique Populaire Lao, et figure sur les armoiries du Laos et ses billets de banque.
Il est aussi commémoré au cours d'un important Festival du That Luang, le Boun That Luang, lors de la pleine lune du douzième mois lunaire (novembre).

## Description
Situé à trois kilomètres au Nord du centre ville, au sommet d'une butte qui lui donne une position dominante sur les autres monuments de Vientiane, le Pha That Luang est un stupa quadrangulaire de 48 mètres de côtés, de 35 mètres de hauteur et trois niveaux de déambulation, entièrement doré. Il est entouré d'un cloître carré avec deux entrées et deux pavillons (sur les quatre originels). À proximité immédiate, quatre temples bouddhistes modernes ont été construits (deux à l'Ouest et deux à l'Est).
Le That Luang abrite une statue khmère de Jayavarman VII, le dernier grand roi d'Angkor, témoignant des liens historiques de Vientiane avec l'Empire khmer.
Les sondages réalisés par Léon Fombertaux — durant la rénovation de 1929 à 1935 entreprise sous sa direction par l'EFEO — permirent de découvrir qu'au cœur du monument se trouve un stupa (ou that) primitif. Cette structure cachée, de plan carré, est bâtie en blocs de latérite parfaitement taillés. Chacun des côtés est couronné par cinq grandes feuilles de lotus, dont les extrémités ont été rognées lors de la construction de la superstructure visible aujourd'hui.

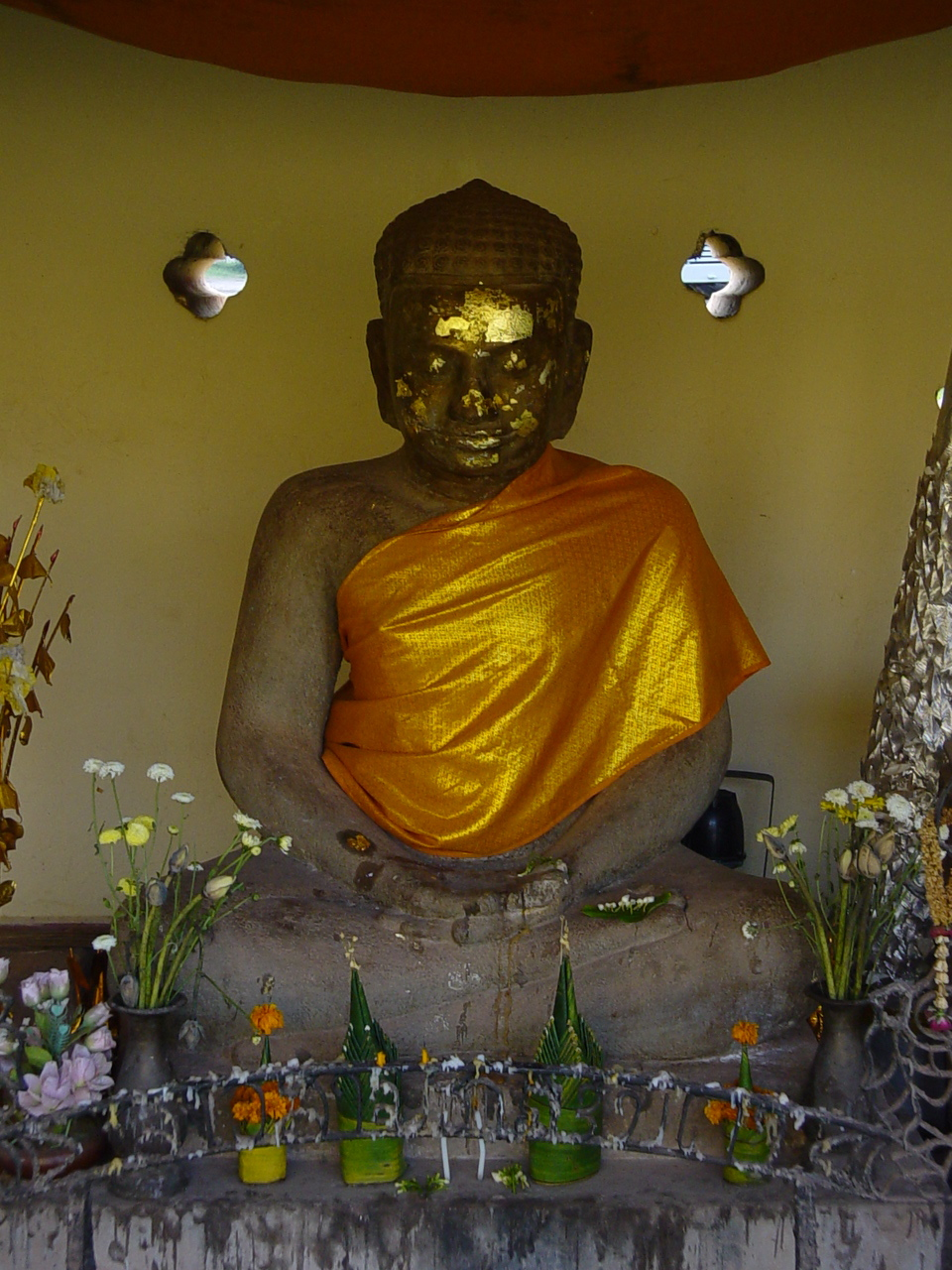
Statue du roi khmer Jayavarman VII dans le cloître

## Histoire
L'histoire du monument est mal connue. Tout ce que l'on sait, c'est qu'il est lié à l'histoire du roi Setthathirat après qu'il se fut installé à Vientiane entre 1550 et 1570 environ. Quant à sa fonction, là encore, il n'y a pas de certitude : on pense qu'il s'agit d'un reliquaire plutôt qu'un monument funéraire, mais sans que l'on sache très bien ce qu'il contient. Peut-être un reste corporel du Bouddha Shakyamuni, mais cela reste imprécis.
Selon la légende toutefois, l'origine du site remonterait au IIIe siècle av. J.-C. : des envoyés de l'empereur indien Açoka auraient apporté le sternum de Bouddha et un stupa aurait été construit pour recevoir cette relique. Cependant, les recherches effectuées n'ont pas mis en lumière de vestiges datant de cette époque. Les plus anciens éléments trouvés sur le site datent de l'époque khmère, vers les XIIe et XIIIe siècles ap. J.-C.
Le premier état attesté du stupa date de 1566 : le roi Setthathirat — dont on a érigé une statue devant le cloître — construit ou reconstruit le monument. Détruit par les Siamois au XVIIIe siècle puis à nouveau lors du sac de la ville en 1827, le stupa est reconstruit par le roi Anou.[réf. nécessaire] C'est lui qui ajoute le cloître.
Mais au fil des années, le monument se dégrade à nouveau. Il est restauré vers 1901 par l'École française d'Extrême-Orient, mais les options architecturales choisies déplaisent à la majorité des Laotiens qui voudraient retrouver une forme plus proche des origines. En s'appuyant sur des documents anciens, notamment les dessins fais par Louis Delaporte en 1866, les Français modifièrent le monument entre 1931 et 1935 pour tenter de lui redonner  son style lao originel en forme de bouton de lotus.
Pour le 450e anniversaire de Vientiane, en novembre 2010, l'esplanade, devenue trop étroite pour la fête du That Luang, a été élargie : sa surface est passée de 7,67 à 12,75 hectares (241 familles vivant à proximité ont été relogées en banlieue). Une nouvelle route d'accès a été créée au nord et un nouveau temple, le Hor Thammasapha, a été construit.

## La fête du That Luang
Chaque année, à la première pleine lune du mois de novembre, se déroule dans tout le pays la fête des stupas. Cette fête est particulièrement importante au That Luang. Elle se déroule sur trois jours, c'est la Boun Namatsakane Pha That Luang (« Hommage et dévotion au grand stupa »). Des dizaines de milliers de fidèles et des moines venant de tout le pays se rassemblent, et de nombreuses processions, offrandes et défilés aux flambeaux ont lieu. À cette occasion on peut également assister à des parties rituelles de tikki, une forme de hockey qui se joue avec des crosses de bambou ; des spécialistes[Lesquels ?] affirment que ce jeu originaire du Laos serait ensuite arrivé en Birmanie et aurait donné naissance au hockey sur gazon des Britanniques.

Le Pha That Luang et sa place (2009)

## Galerie

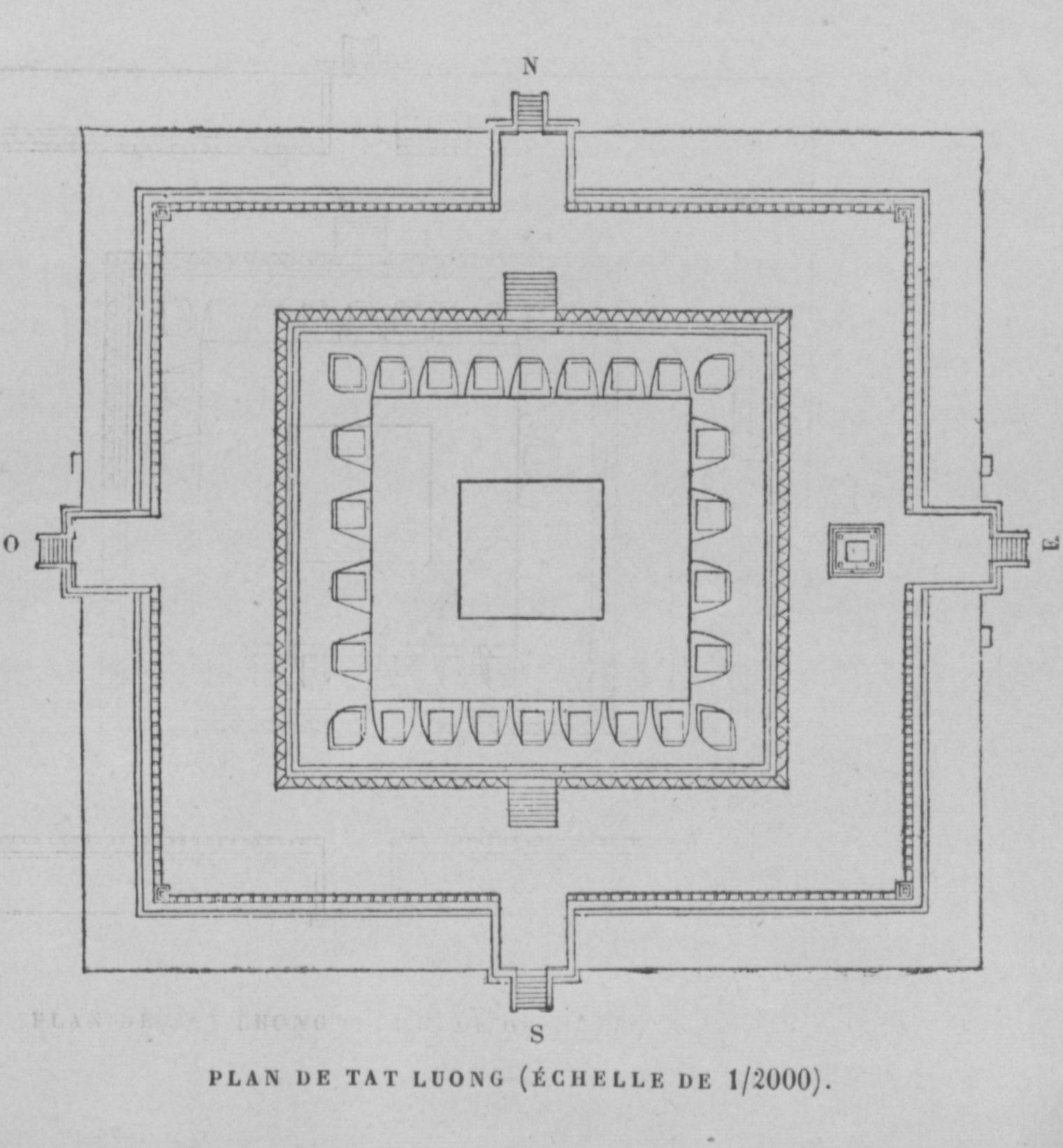
Plan du stupa, selon Francis Garnier, Voyage d'exploration en Indo-Chine, Hachette, 1873.
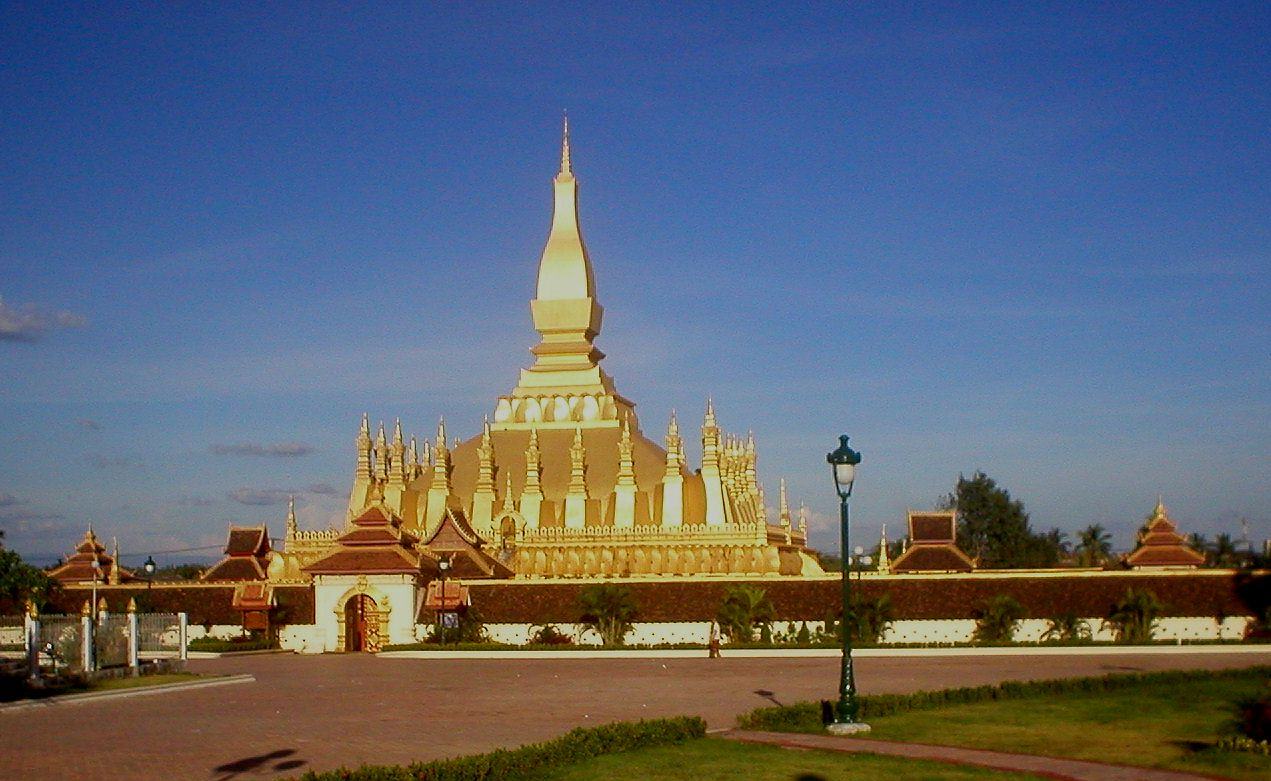
Vue générale (2005)
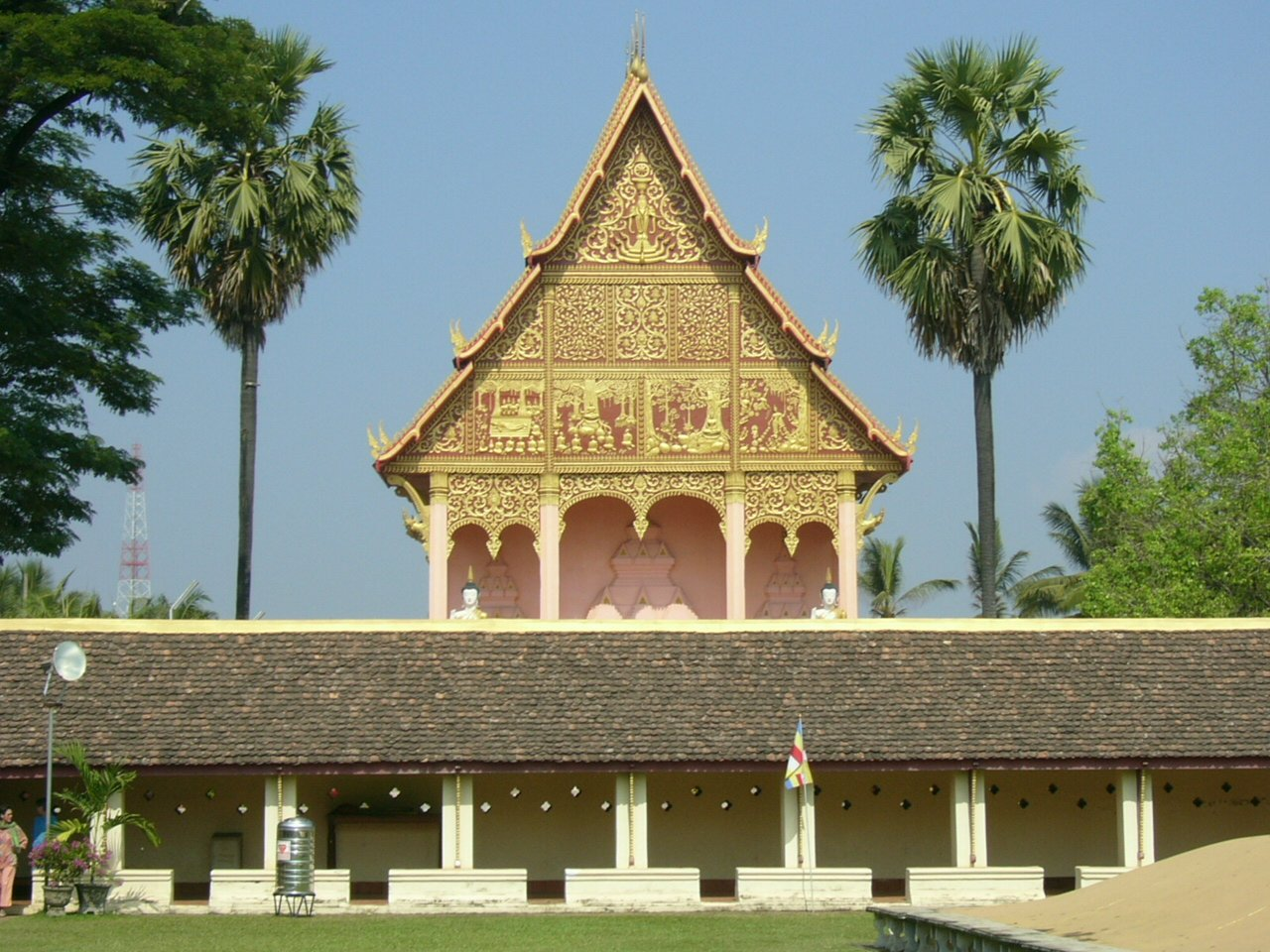
Vue depuis le cloître sur la pagode Nord-Ouest.
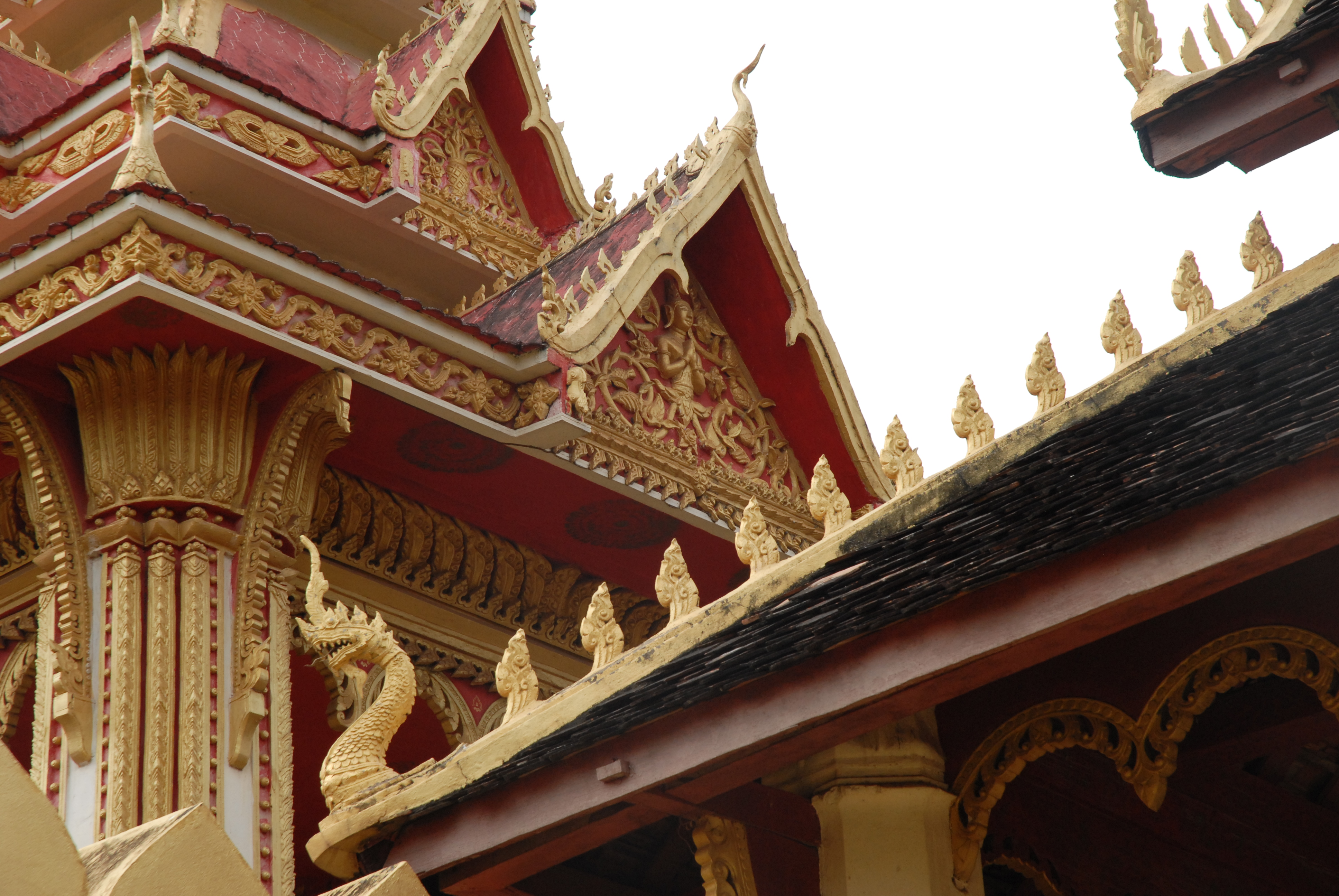
Toitures de pavillons
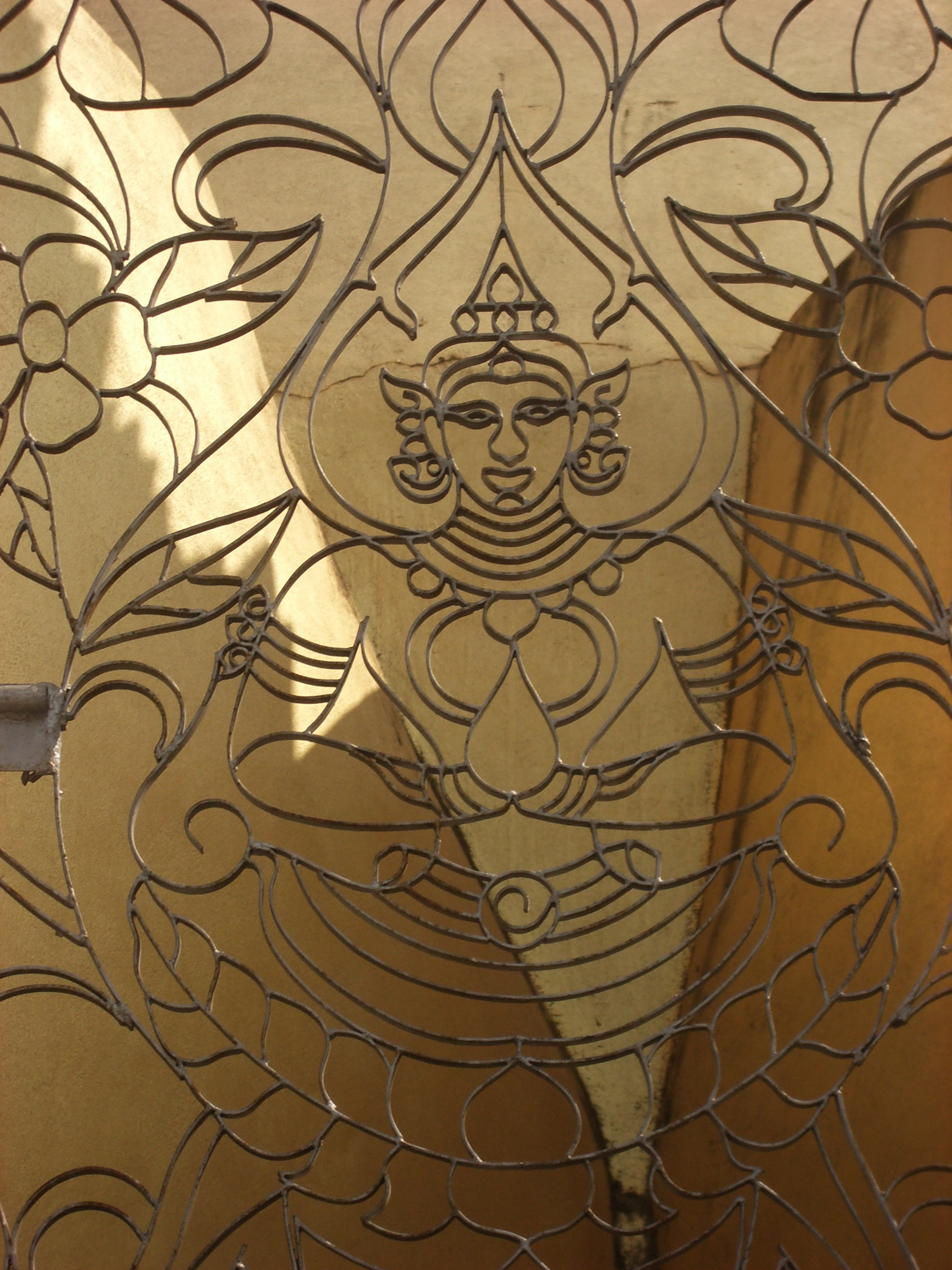
Grille
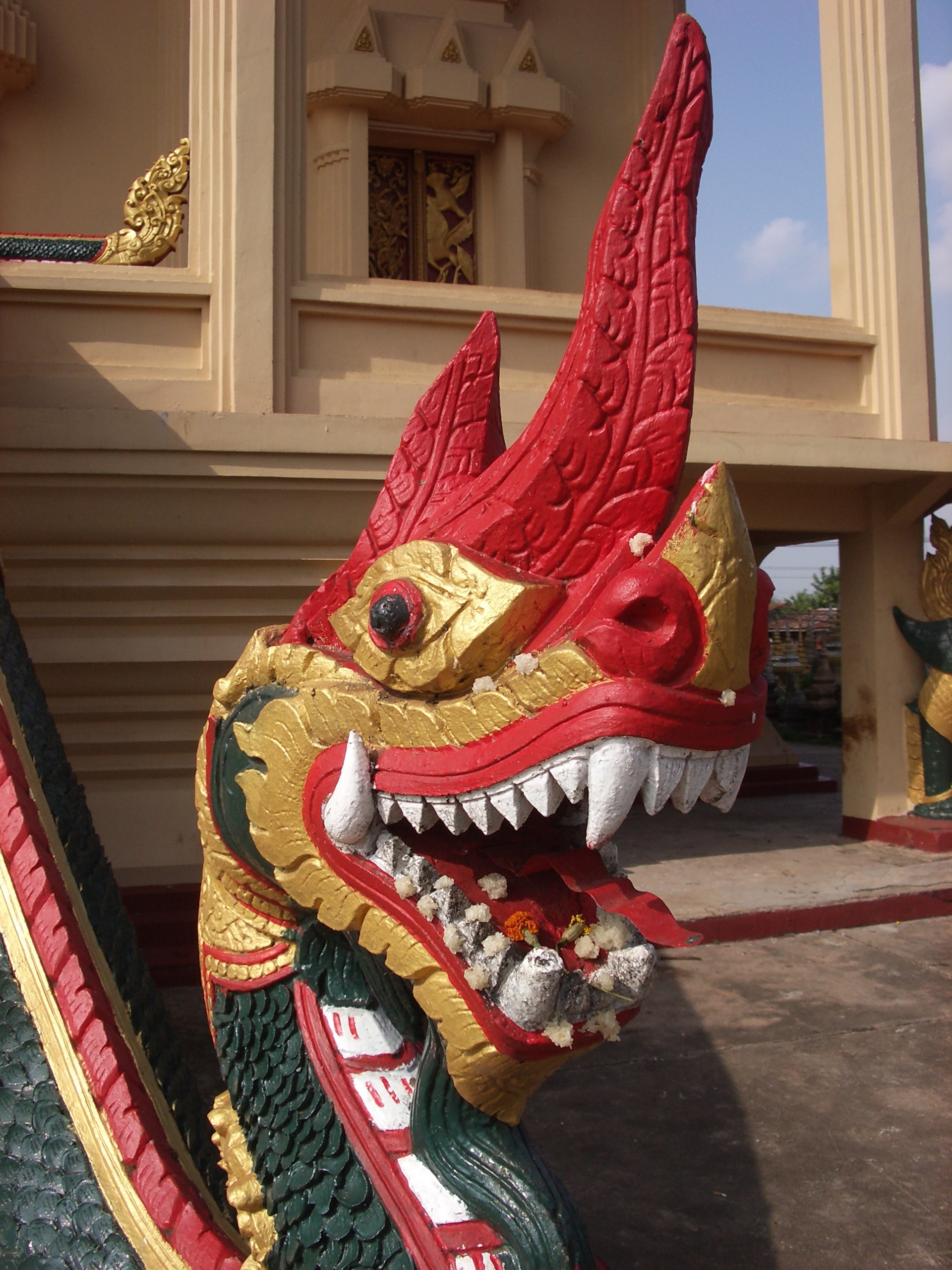
Nâga de la pagode Nord-Ouest
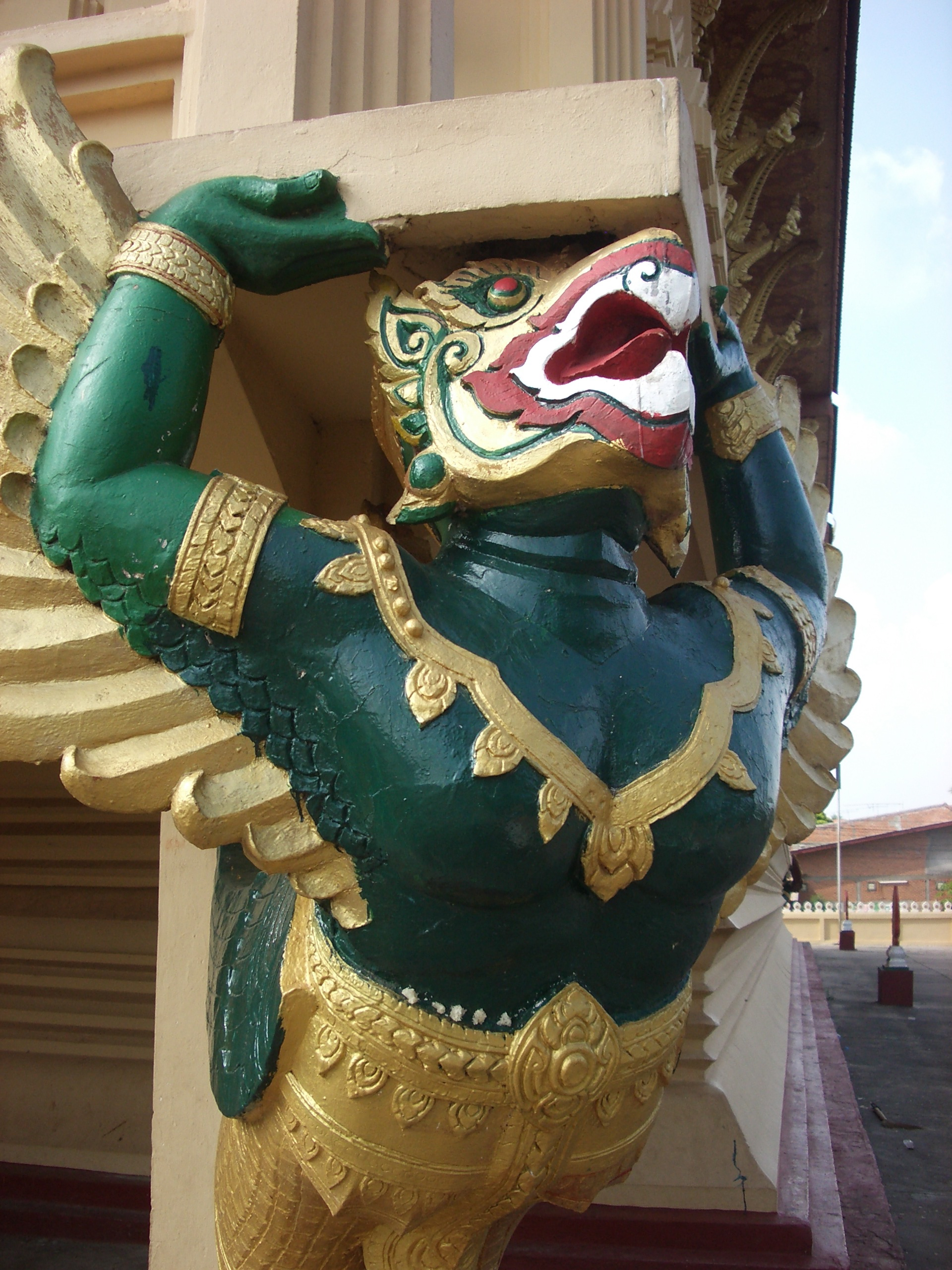
Garuda de la pagode Nord-Ouest
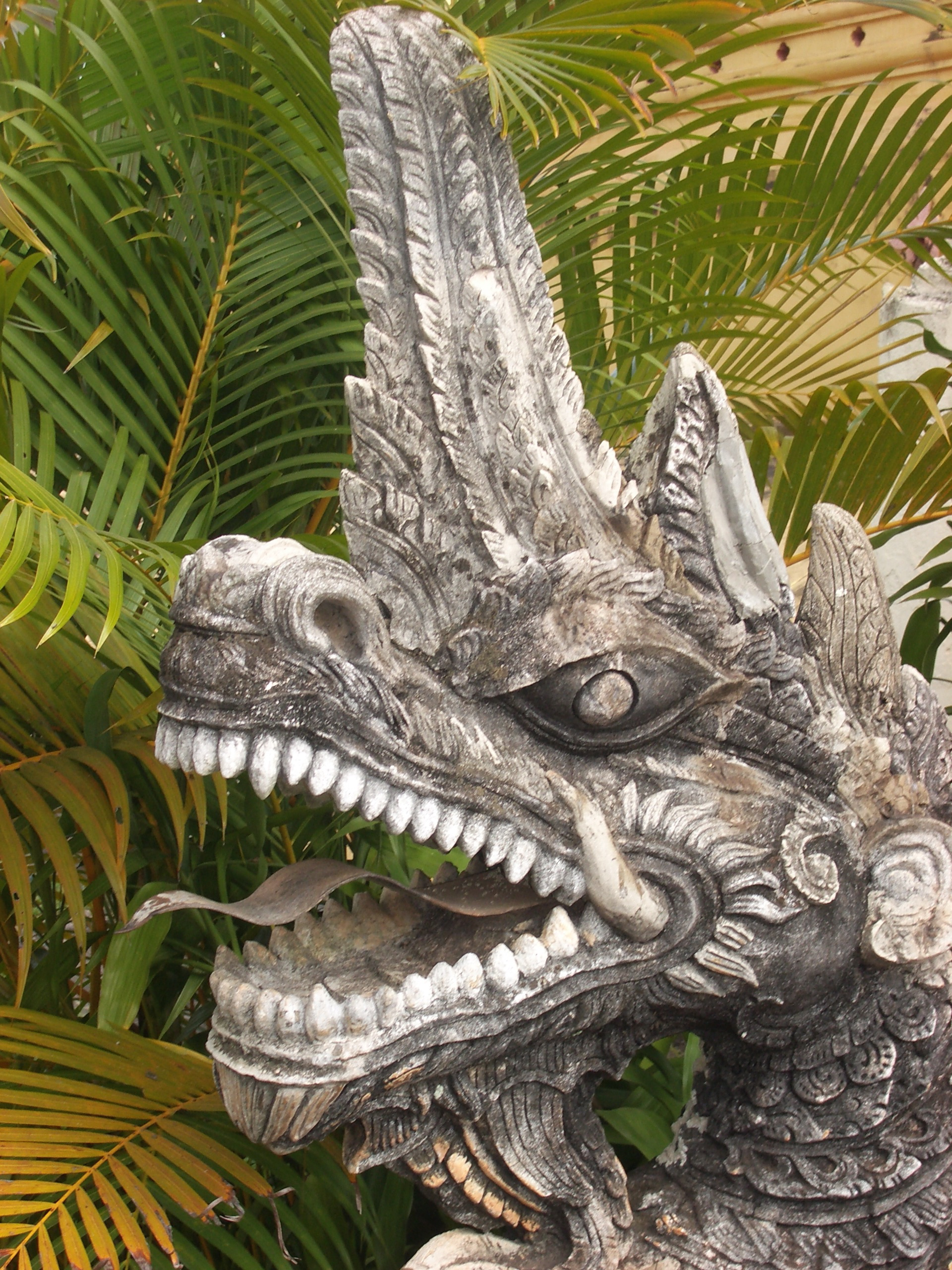
Nâga de la pagode Est
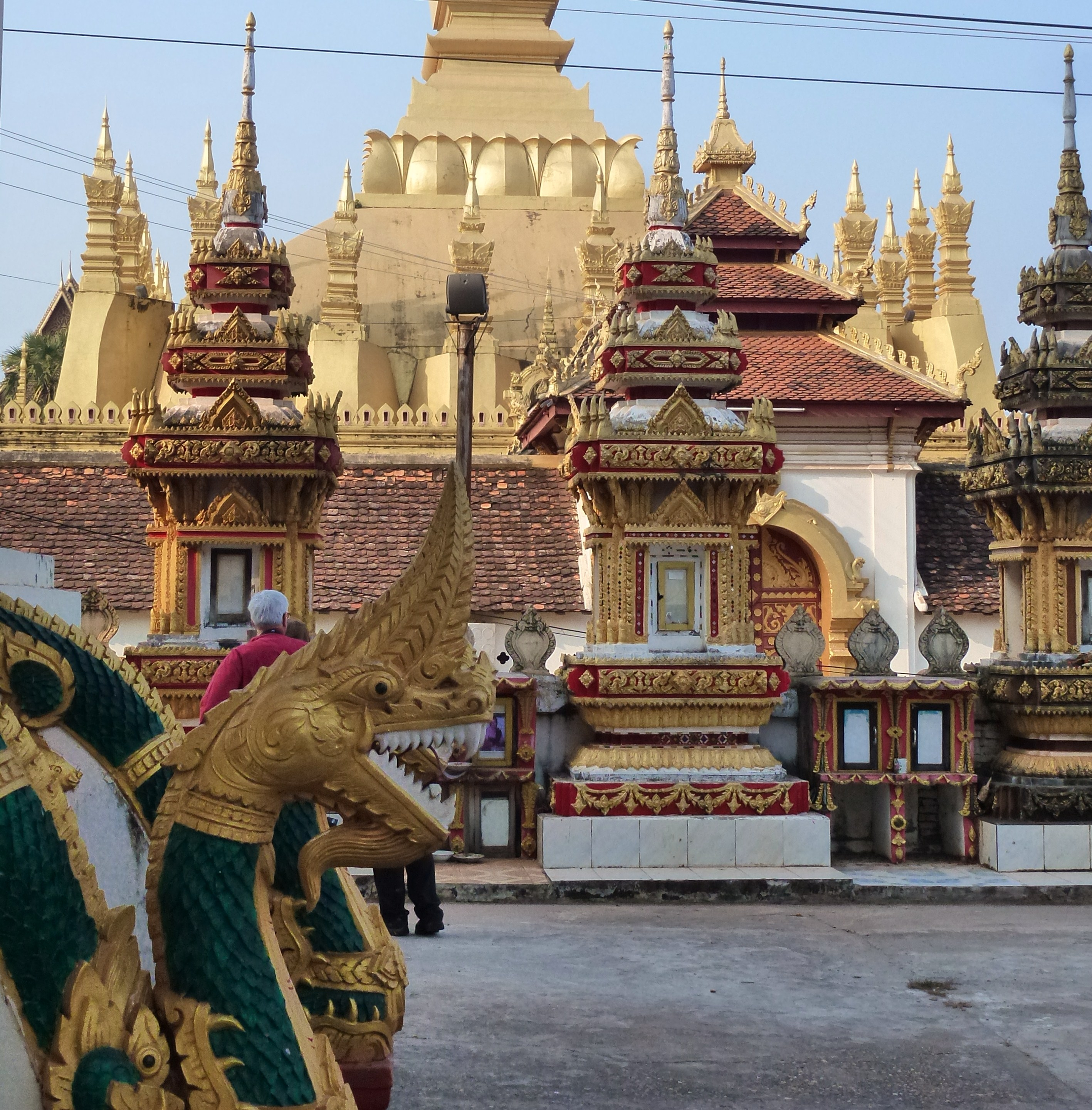
Nâga au nord du cloître
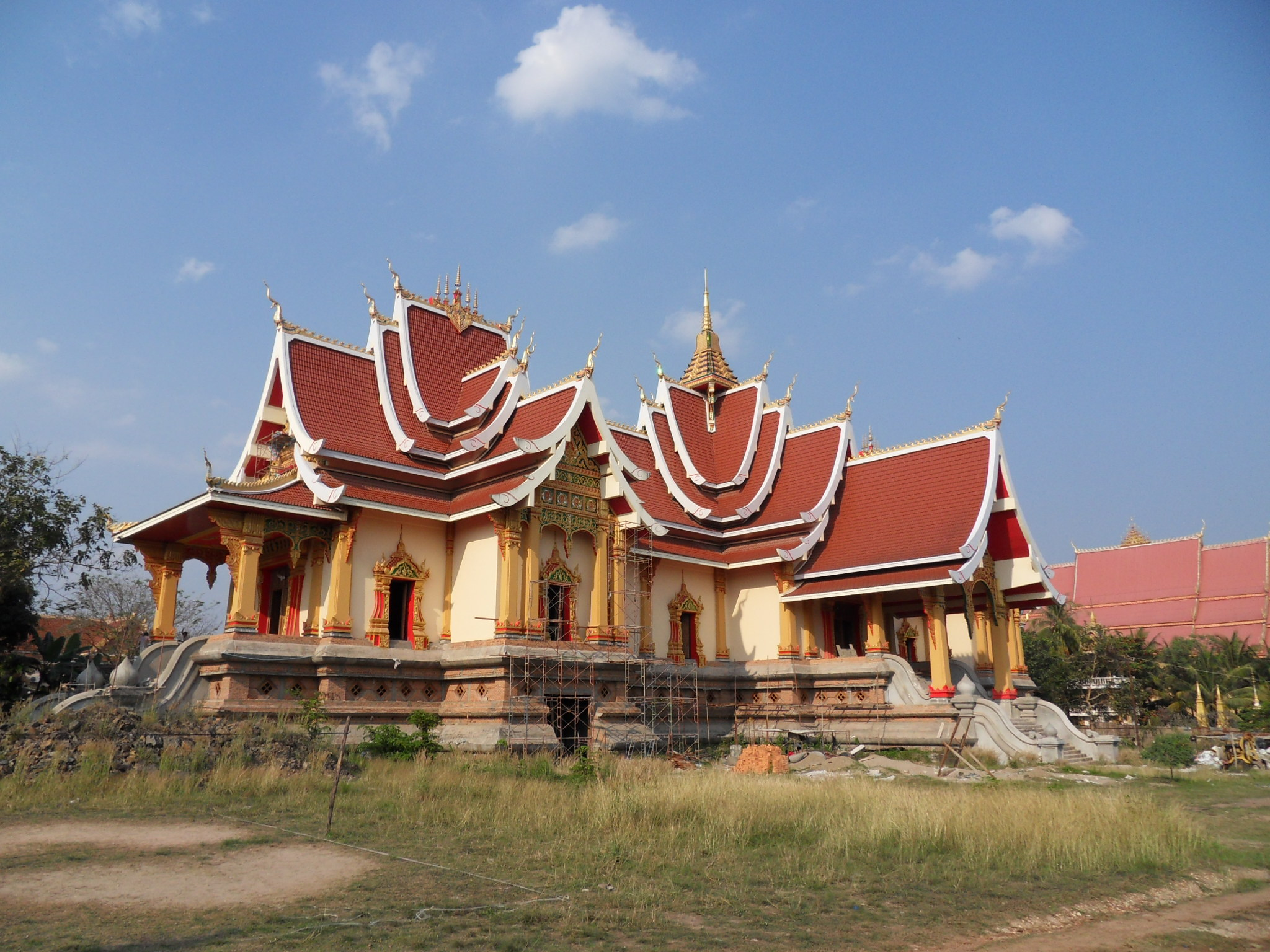
Hor Thammasapha (construit en 2010)
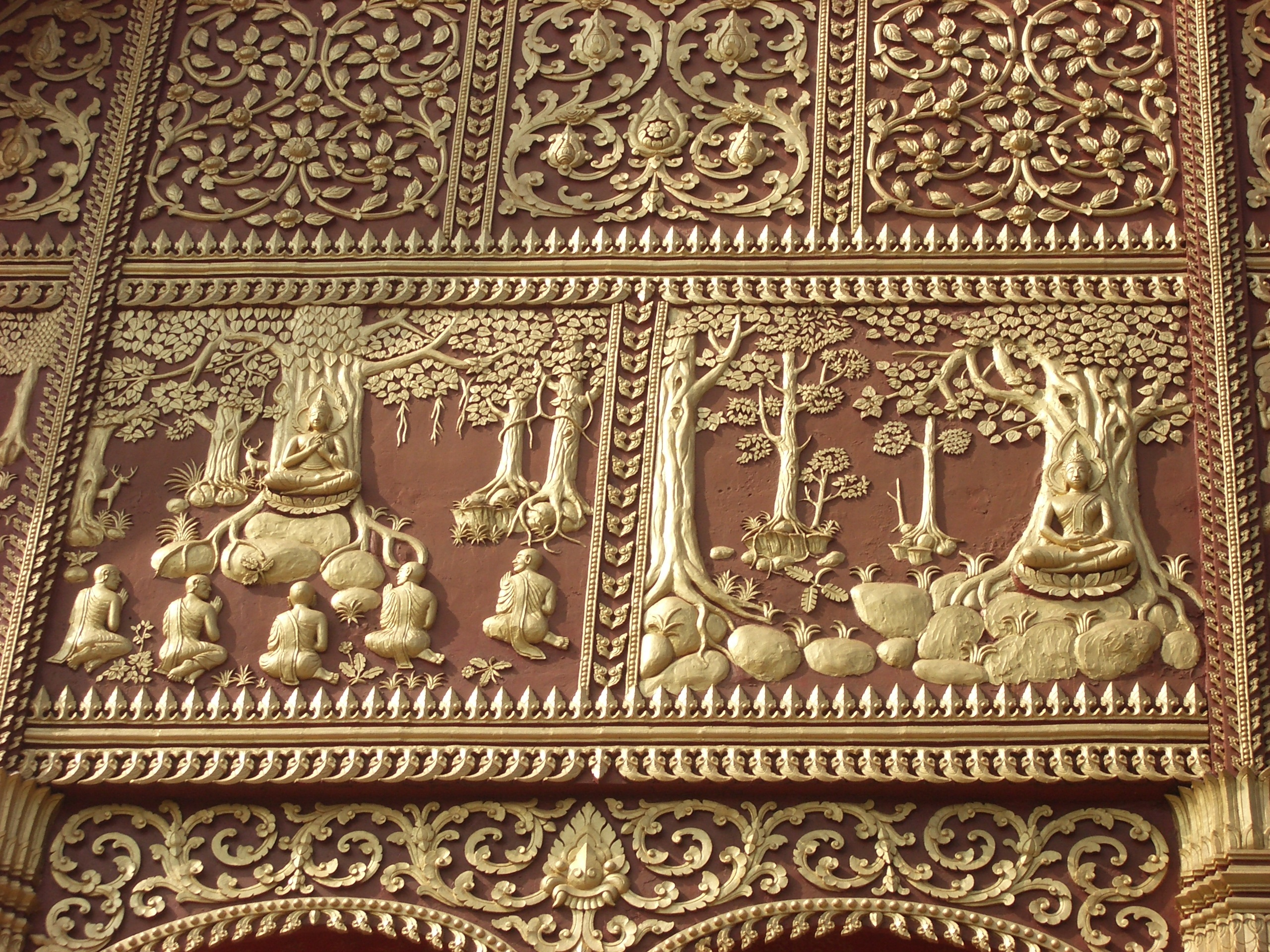
Fronton de la Pagode Nord-Ouest
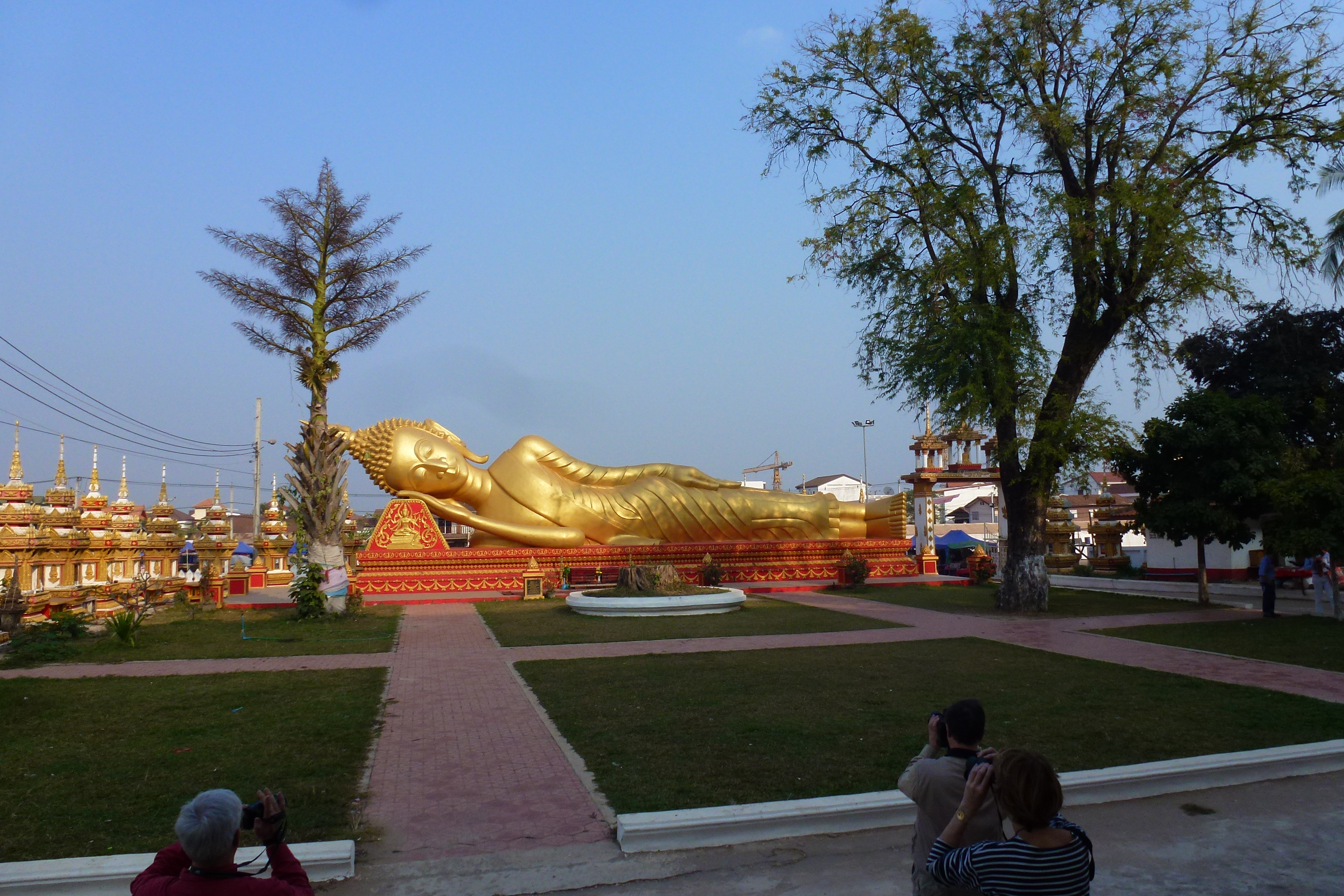
Le grand Bouddha couché (moderne)
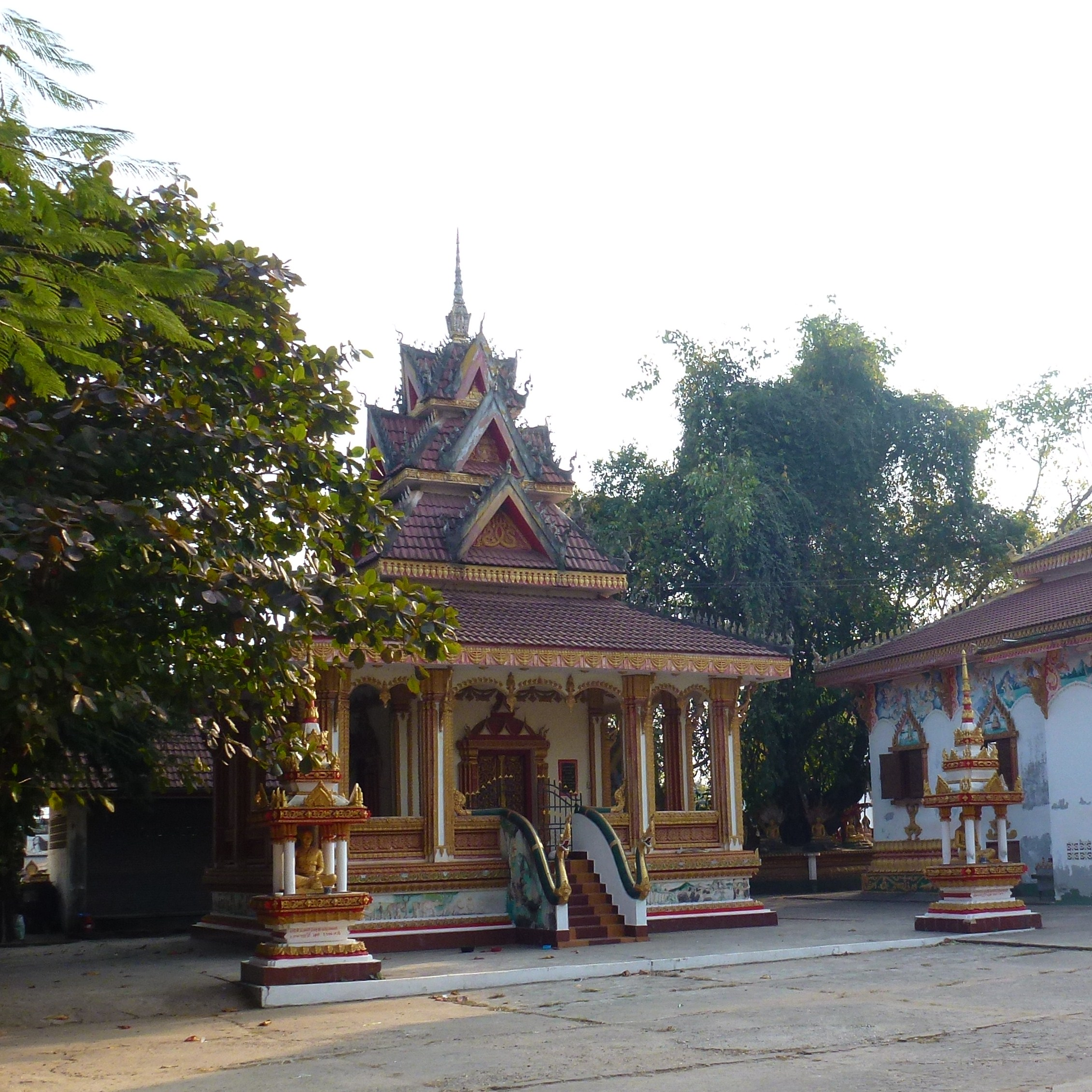
Wat That Luang Tai
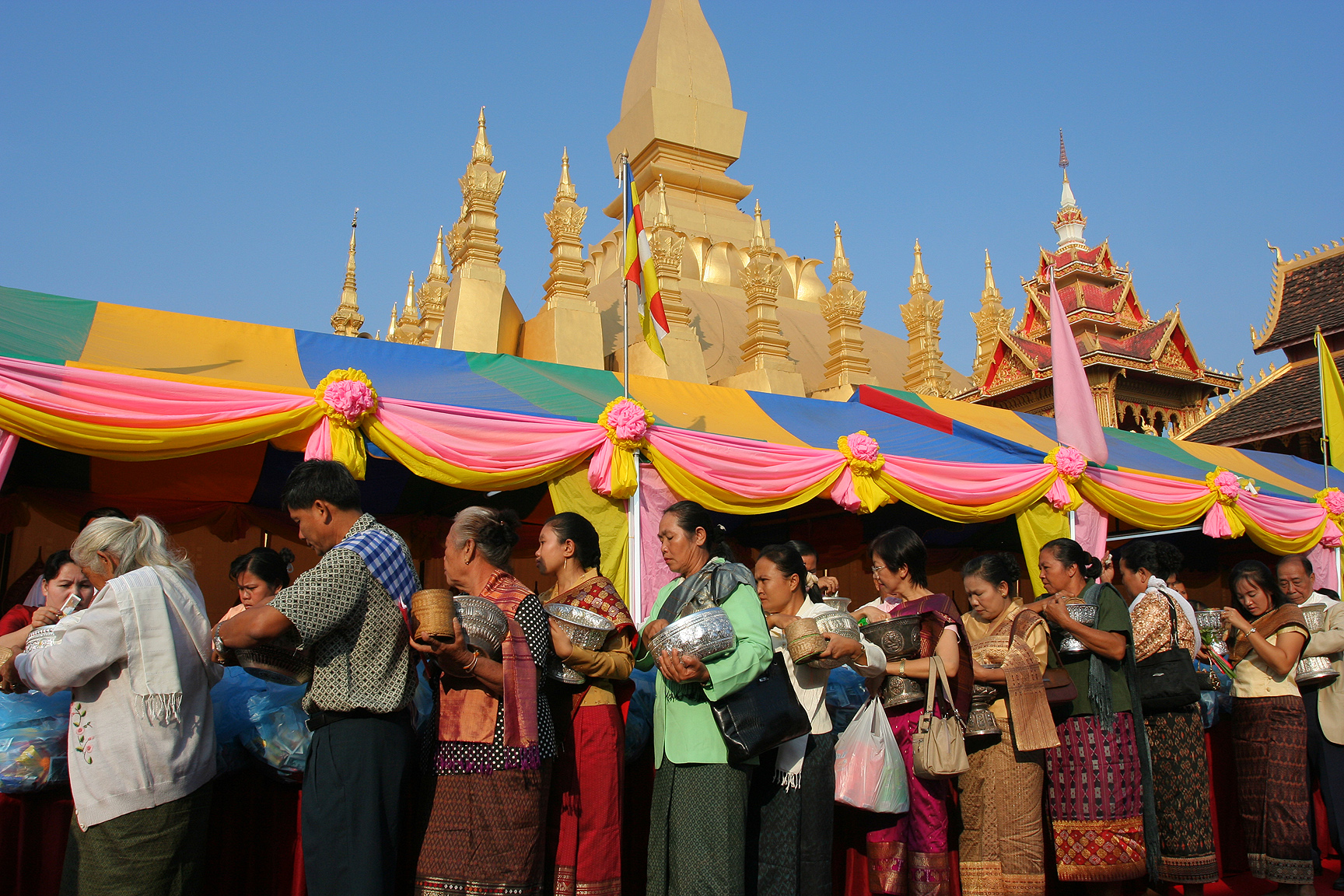
Des pèlerins amènent leurs offrandes durant le Festival du That Luang (2006).